# Libišany

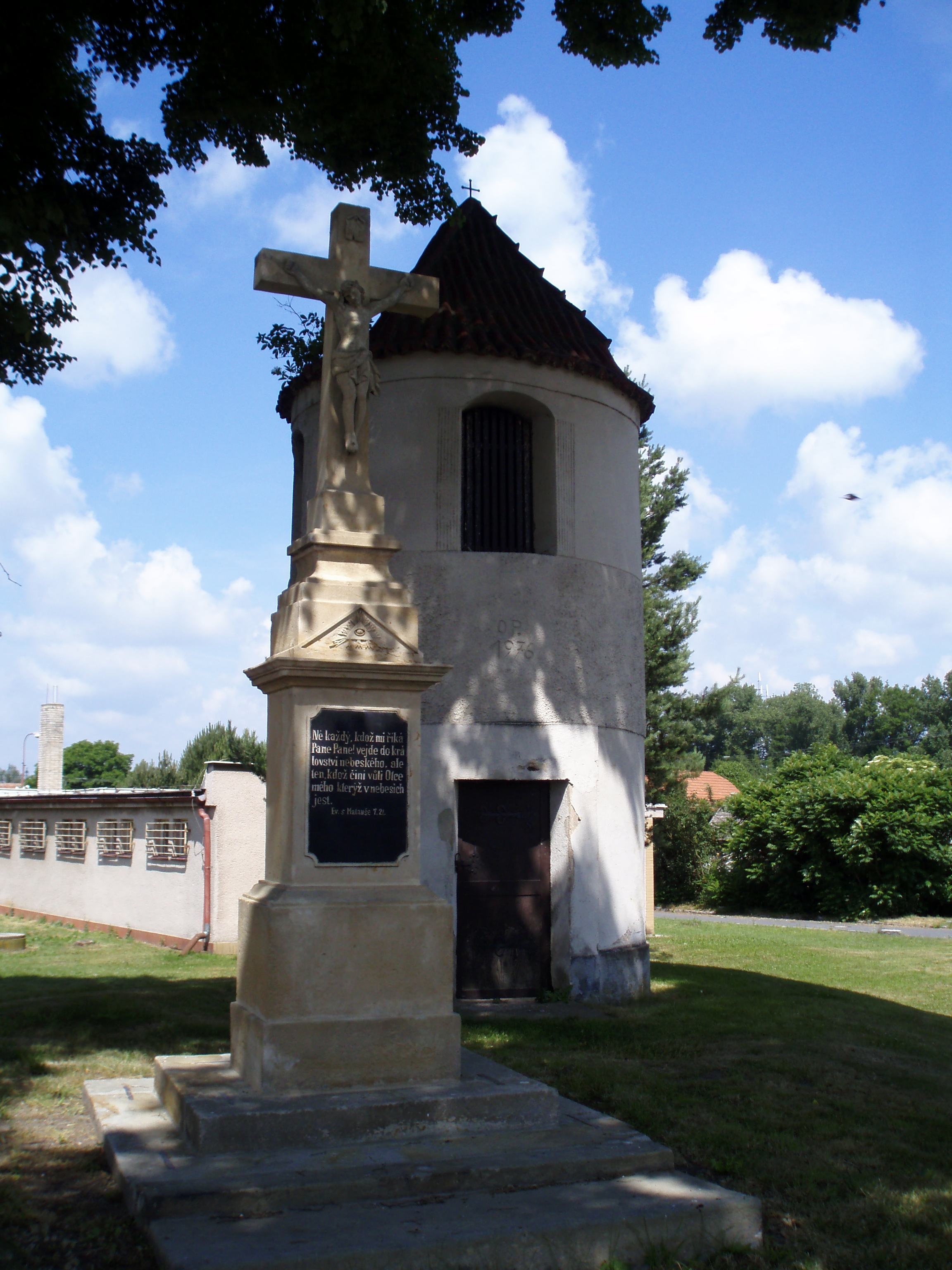
Dzwonnica

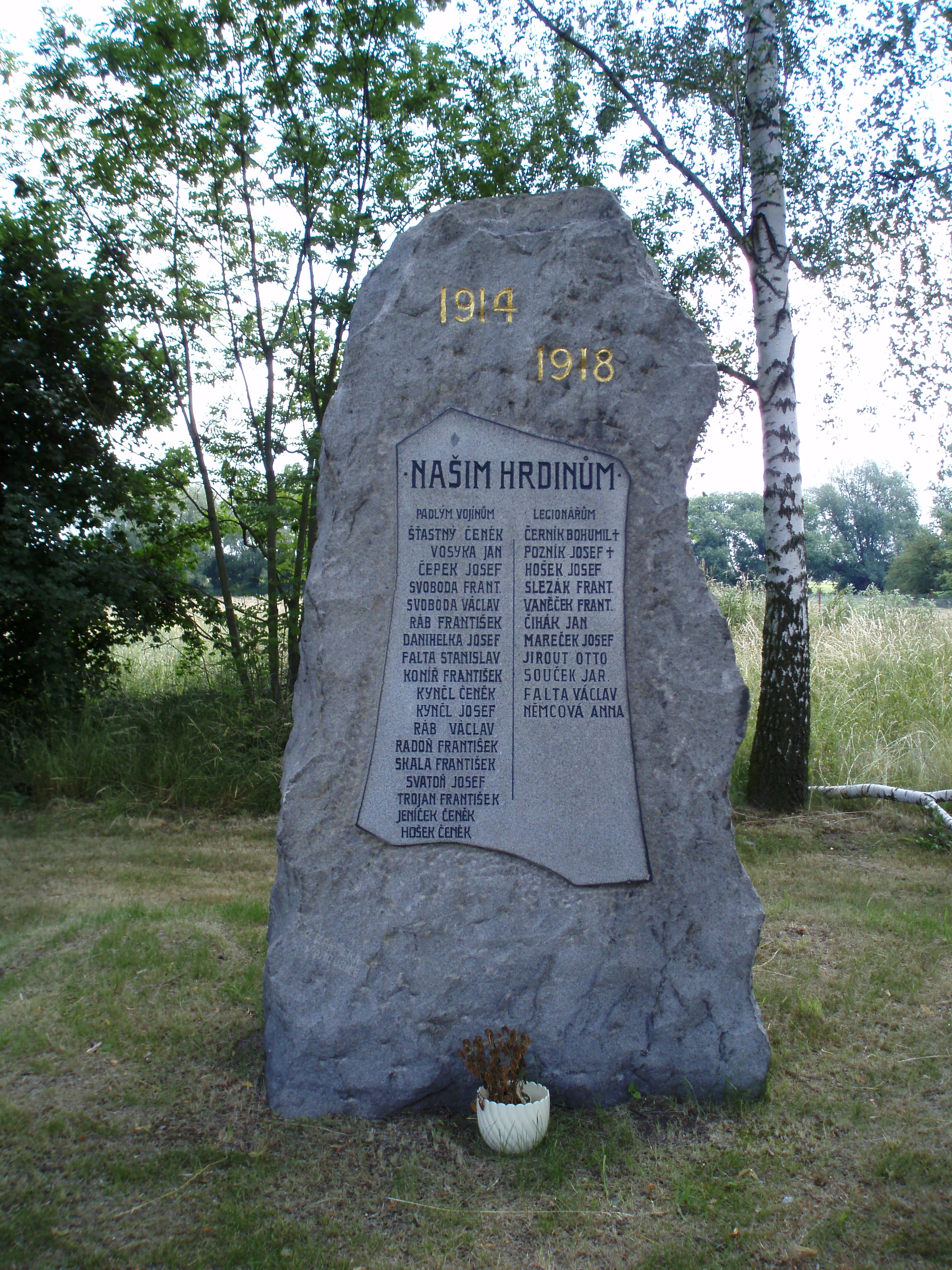
Pomnik ofiar I wojny światowej

Libišany – wieś w Czechach (Czechy Wschodnie), w północnej części powiatu Pardubice, przy granicach krajów pardubickiego i hradeckiego.

## Historia
Pierwsza wzmianka o wsi pochodzi z 1436 i rok później o miejscowej twierdzy. Z 1493 w majątku Viléma z Pernštejna i trwała część państwa pardubickiego.

## Zabytki
- Dzwonnica z 1834
- Pomnik ofiar I wojny światowej
- Różne statuy religijne
- Tradycyjna zabytkowa architektura wiejska